# 額我略十世
額我略十世（拉丁語：Beatus Gregorius PP. X；約1210年—1276年1月10日）本名泰巴爾多·維斯孔蒂（Tebaldo Visconti），1271年9月1日當選教宗，翌年3月27日即位至1276年1月10日為止。他是意大利籍的教宗，而他的即位，也代表結束了史上最著名的宗座出缺期。他于任内召开了第二次里昂大公会议。

## 譯名列表
- 額我略十世：天主教香港教區禮儀委員會：禧年專頁 （页面存档备份，存于） 作額我略。
- 國瑞十世：香港天主教教區檔案　歷任教宗 作國瑞。
- 格列高列十世：《大英簡明百科知識庫》2005年版[] 作格列高列。
- 格雷戈里十世：《世界人名翻譯大辭典》1993年版作格雷戈里。
- 格列哥里十世：國立編譯舘 作格列哥里。